# Alfred Varasse
 (juin 2019).
Alfred Varasse, né le 28 septembre 1951 à Fort-de-France, est un auteur-compositeur-interprète martiniquais. Il est membre du groupe Difé créé en 1978 en Martinique. Ce groupe, qualifié de militant, est composé de musiciens et de chanteuses chantant des textes engagés, révolutionnaires, soutenus par une rythmique entraînante. Il offre un croisement de Jazz, de Bèlè et de Cadans, notamment avec la chanson Fanm Fèt Pou Respèkté. La musique de ce groupe est écoutée en Martinique, mais aussi à l’étranger.
Le groupe a produit quatre albums composés de titres tels que Nèg rouvè zié’w pou sav koté, ka alé et Ti manmay ka mô fin. Par la suite, Difé a ouvert la voie aux groupes antillais tels que Kassav.
Alfred Varasse est musicien autodidacte, enseignant en musique et pratique la musicothérapie en milieu hospitalier. 
Il a mené divers projets humanitaires et culturels tels que le projet « Ishmaël, le bébé sauvé de la Dominique » qui contribua à financer les soins médicaux d'un nouveau-né prématuré. 
En avril 2019, il met en place le projet « Lideyal » venant en aide à des jeunes créateurs d'entreprises. A cette même période, Alfred Varasse fait appel à des étudiants de l'Université des Antilles (Martinique) pour la promotion de l'album Best Of du groupe à travers les réseaux sociaux.  

## Biographie
À la suite de la mort de son père, Alfred Varasse est élevé dans un entourage familial composé de femmes. Selon Alfred Varasse, dès l'enfance, il a été inspiré par leur force et leur courage face aux difficultés de la vie.  
Il admire également la complicité et le respect présent dans le voisinage à travers le concept du Yon A Lot . En effet, cette période s'inscrit dans un contexte socio-économique difficile mais empreint de solidarité.   

## Rencontre avec la musique
A 15 ans, Alfred Varasse rencontre le guitariste Simon Jurad. Il crée avec lui son premier groupe en 1966. Ils répétaient le jeudi après-midi et les week-ends dans le garage de sa mère. Ils jouaient aussi dans des mariages. 
A 17 ans, Alfred Varasse devient musicien professionnel. Il quitte l’école.
A 19 ans, Alfred Varasse rencontre Marius Cultier qui lui propose de venir avec lui au Canada. A. Varasse considère alors cette opportunité comme un "tremplin inespéré" mais sa mère refuse. N’étant pas encore majeur (la majorité étant à 21 ans à cette époque), il faut l’accord et la signature des parents pour voyager. Selon lui, ce fut une grande déception qu’il conserva pendant de longues années. Il rencontre ensuite le pianiste Chico Gelman. Ils montent ensemble un groupe de jazz nommé « Tchimbé Raid ». N'ayant pas pu partir au Canada, Alfred Varasse décide de se perfectionner dans son domaine. Il développe en autodidacte une technique, une pédagogie qu’il enseigna par la suite.
Alfred Varasse prône dans sa musique des messages de partage, d’amour, de respect et de fraternité. Selon lui, la musique est l’expression du cœur et de l’âme, des émotions et des sentiments ; un don de soi pour faire du bien à autrui. 